# Harry Lucey
Harry Lucey (né le 13 novembre 1913 et mort le 28 août 1984) est un auteur de bande dessinée américain, principal contributeur du comic book Archie de la fin des années 1950 au milieu des années 1970.

## Biographie
Harry Lucey naît le 13 novembre 1913. En 1935 il est diplômé de l'institut Pratt, mention illustrateur. Il crée un studio avec Bob Montana installé à New York. Tous deux travaillent pour MLJ Comics et créent la plupart des personnages de la série Archie. Harry Lucey crée aussi le personnage de Madam Satan dans le comics Pep's en 1941. Il épouse Helen Tokar alors que la sœur de celle-ci a une liaison pendant quelque temps avec Bob Montana. En 1941, Harry Lucey est appelé sous les drapeaux. Il passe la guerre à Colorado Springs dans le Colorado dans un service d'analyse de photographies et de cartographie. À la fin du conflit, il travaille comme illustrateur pour plusieurs sociétés mais en 1949 il revient à New York avec sa famille et recommence à travailler pour Archie Comics. Il conserve cette activité jusqu'à la fin des années 1970. Cependant, même si Archie est son employeur principal, Lucey dessine aussi parfois des comics pour Lev Gleason Publications. Il meurt le 28 août 1984 d'un cancer de la prostate.

## Prix et récompenses
- 2012 : Temple de la renommée Will Eisner (choix du jury)[3].